# OGLE-2005-BLG-169L
OGLE-2005-BLG-169L é uma estrela com uma magnitude aparente de 20 e distante do bojo galáctico, localizada a cerca de 13.372 ± 1.305 anos-luz (4100 ± 400 pc) de distância a partir da Terra, na constelação de Sagittarius. Seu tipo espectral ainda não está definido, se for uma estrela da sequência principal, então é mais provável que ela seja uma anã vermelha com cerca da metade da massa do Sol. Outras possibilidades são que seja uma estrela anã branca, ou (menos provável) uma estrela de nêutrons ou um buraco negro. Em 2005, um planeta extrassolar foi descoberto orbitando em torno desta estrela.

## Sistema planetário
Em 2005, um planeta extrassolar com uma massa semelhante a massa de Urano em torno desta estrela foi detectado usando um evento de microlente gravitacional.